# Eat the Night
Pour plus de détails, voir Fiche technique et Distribution.
Eat the Night est un film français réalisé par Jonathan Vinel et Caroline Poggi sorti en 2024.
Il est présenté pour la première fois à la Quinzaine des cinéastes lors du Festival de Cannes 2024.

## Synopsis
Pablo et sa petite sœur Apolline (qu'il appelle Apo) jouent depuis leur enfance à un MMORPG qui s'appelle Darknoon et oublient leur quotidien grâce à ce jeu. Cependant, Pablo, qui est devenu dealer, fait la rencontre de Night qu'il initie à ses petits trafics. Pablo s'éloigne de plus en plus de sa sœur, encore adolescente. Alors que le jeu annonce sa fermeture définitive, les deux garçons provoquent la colère d'une bande rivale.

## Fiche technique
Sauf indication contraire, les informations mentionnées dans cette section peuvent être confirmées par les bases de données cinématographiques IMDb et Allociné,  présentes dans la section « Liens externes ».
- Titre : Eat the Night
- Réalisation : Jonathan Vinel et Caroline Poggi
- Scénario : Caroline Poggi, Jonathan Vinel et Guillaume Bréaud, avec la collaboration de Clémence Madeleine-Perdrillat
- Musique : Ssaliva
- Photographie : Raphaël Vandenbussche
- Montage : Vincent Tricon
- Costumes : Pierre De Mones
- Décors : Margaux Remaury
- Production : Thomas Verhaeghe, Mathieu Verhaeghe et Juliette Schrameck
  - Producteur associé : Tristan Vaslot
- Société de production : Atelier de Production, Agat Films & Cie, Arte France Cinéma et Canal+, en association avec 4 SOFICA
- Société de distribution : Tandem (France)
- Pays de production :  France
- Langue originale : français
- Format : couleur
- Genre : Aventure, drame et thriller
- Durée : 106 minutes
- Dates de sortie :
  - France : 21 mai 2024 (Festival de Cannes), 17 juillet 2024 (sortie nationale)
- Film interdit aux moins de 12 ans lors de sa sortie en salles

## Distribution
- Théo Cholbi : Pablo
- Lila Gueneau : Apo
- Erwan Kepoa Falé : Night
- Mathieu Perotto : Louis

## Production
Le film a été tourné en Normandie, au Havre et à Octeville-sur-Mer, à la fin de l'automne 2022.